# 布兰肯费尔德-马洛
布兰肯费尔德-马洛（德語：Blankenfelde-Mahlow）是德国勃兰登堡州的一个市镇，隶属于泰尔托-弗莱明县。总面积为55.17平方千米，截至2020年总人口为27939人。